# حفل توزيع جوائز الغولدن غلوب الثالث والستون
حفل توزيع جوائز الغولدن غلوب الثالث والستون هو حفل لتكريم أفضل الأعمال السينمائية والتلفزيونية لعام 2005. أقيم الحفل في فندق ذا بيفرلي هيلتون في مدينة لوس أنجلوس، كاليفورنيا. وبُث في الولايات المتحدة على شبكة إن بي سي ودبي وان وإم بي سي 4 في الشرق الأوسط وشمال أفريقيا.

## الفائزين والمرشحين

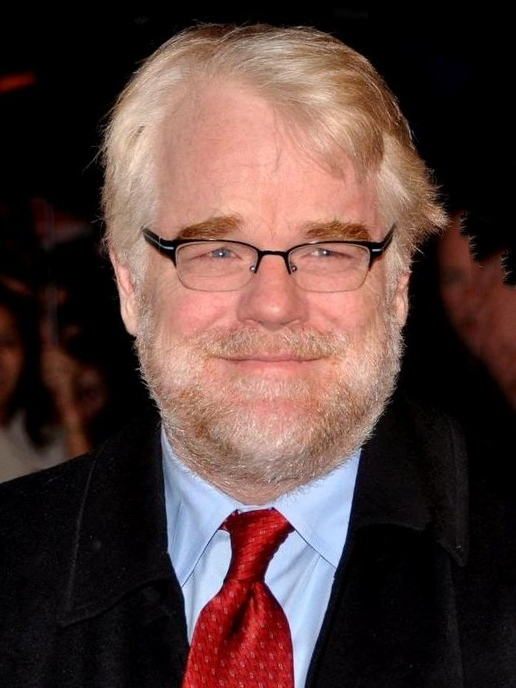
فيليب سيمور هوفمان، أفضل ممثل في فيلم – دراما

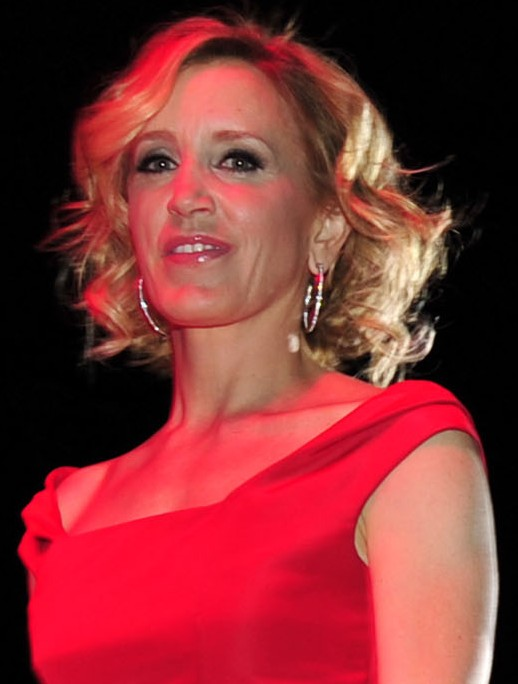
فيليستي هوفمان، أفضل ممثلة في فيلم – دراما

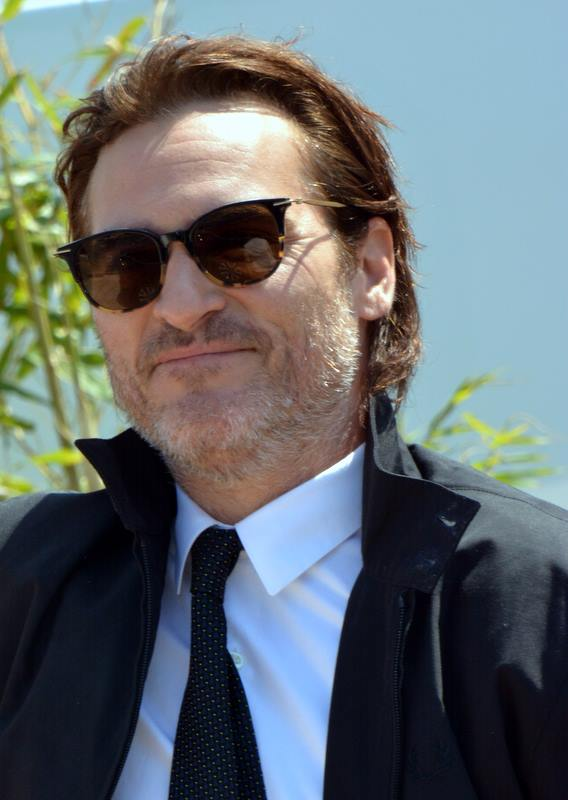
خواكين فينيكس، أفضل ممثل في فيلم – موسيقي أو كوميدي

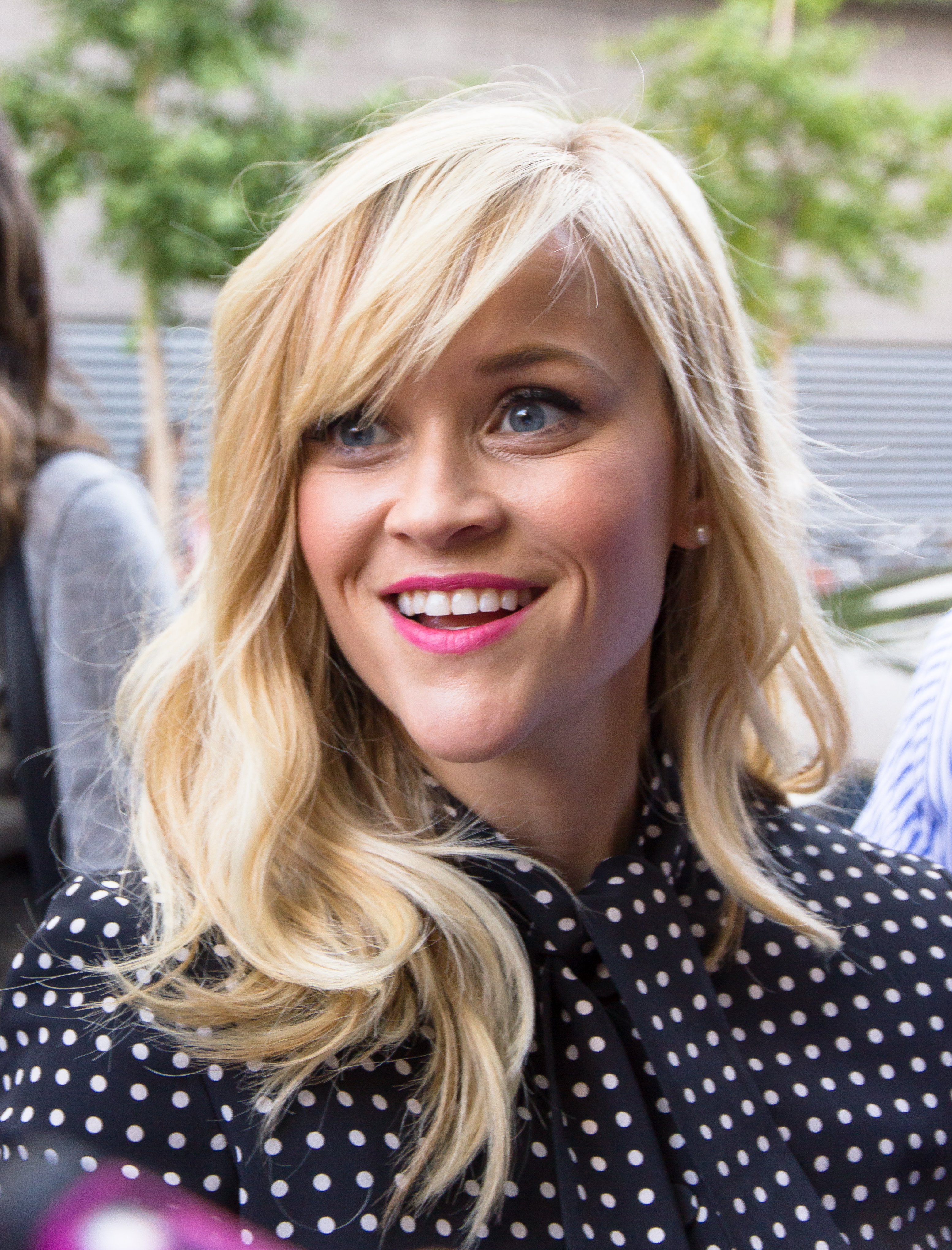
ريس ويذرسبون، أفضل ممثلة في فيلم – موسيقي أو كوميدي

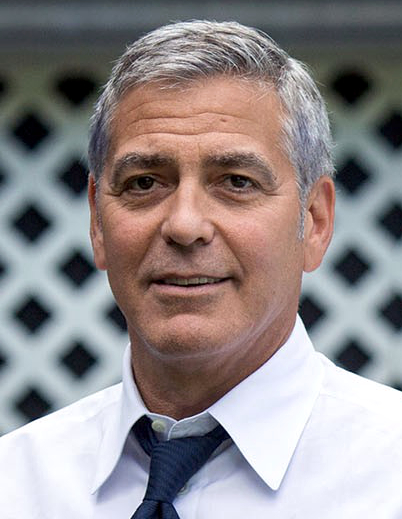
جورج كلوني، أفضل ممثل مساعد

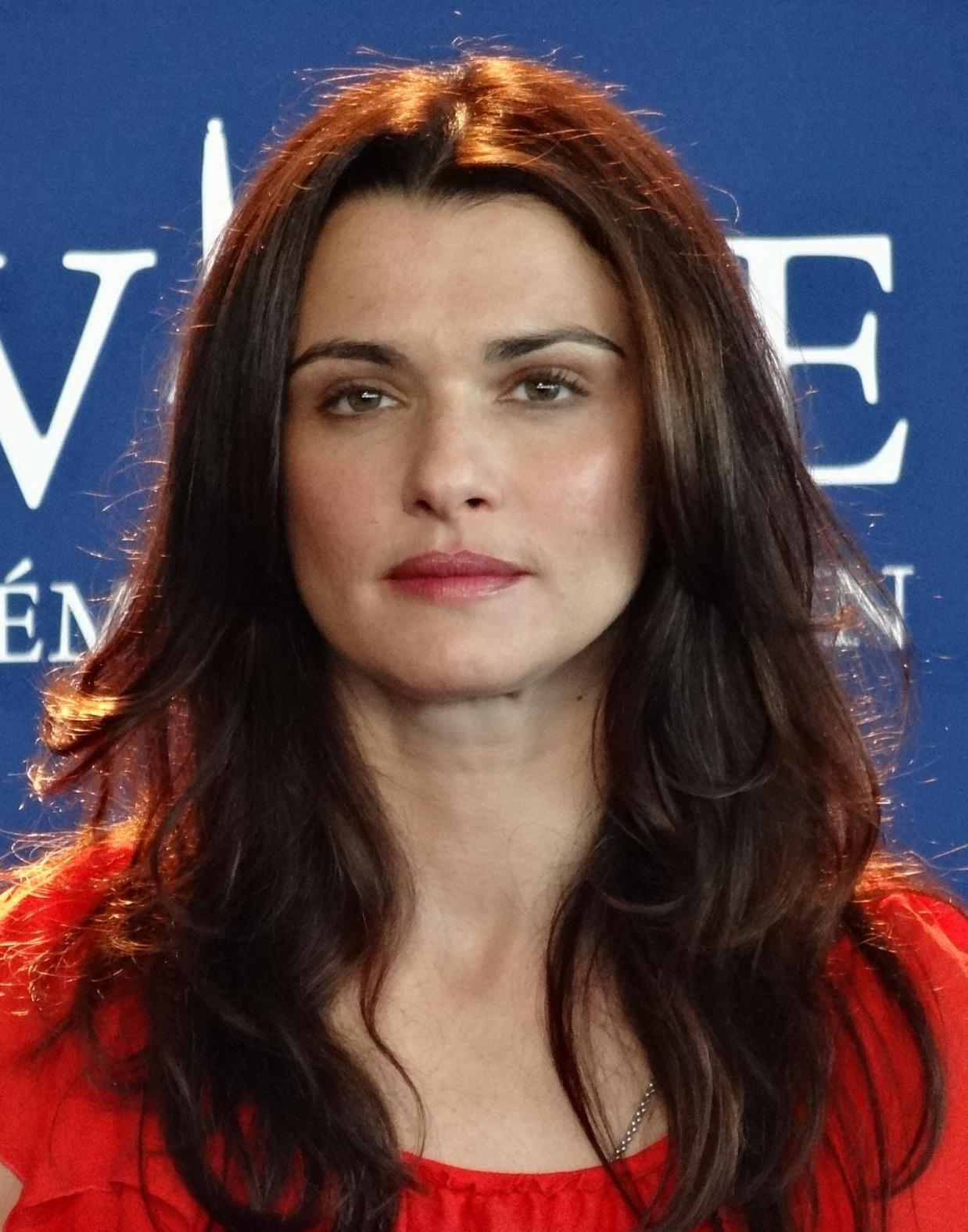
ريتشل وايز، أفضل ممثلة مساعدة

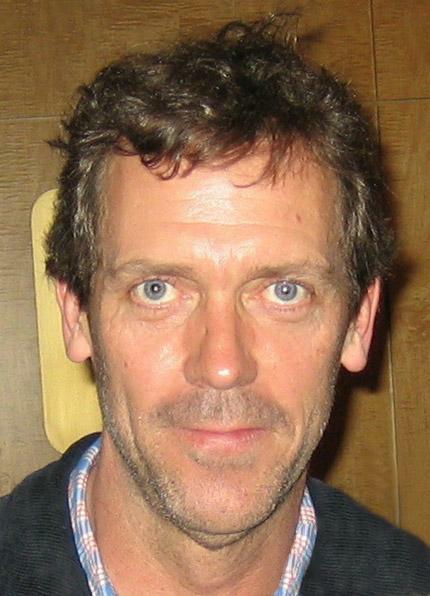
هيو لوري، أفضل ممثل في مسلسل – دراما

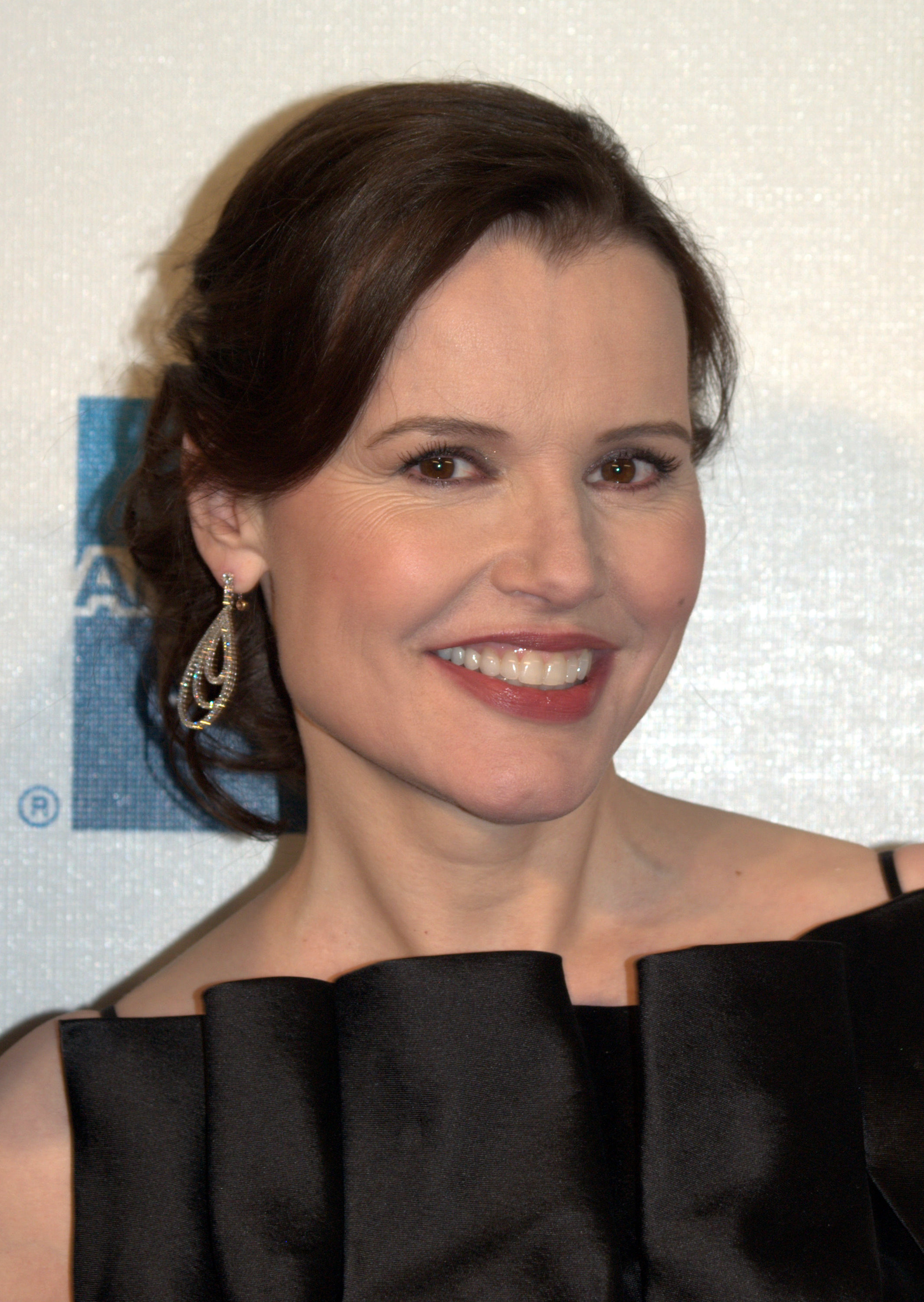
جينا ديفيس، أفضل ممثلة في مسلسل – دراما

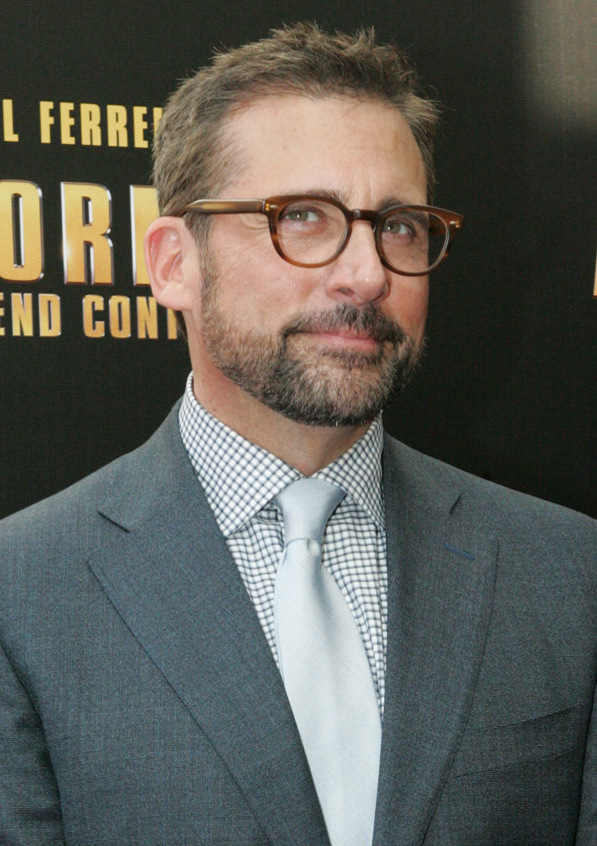
ستيف كارل، أفضل ممثل في مسلسل – موسيقي أو كوميدي

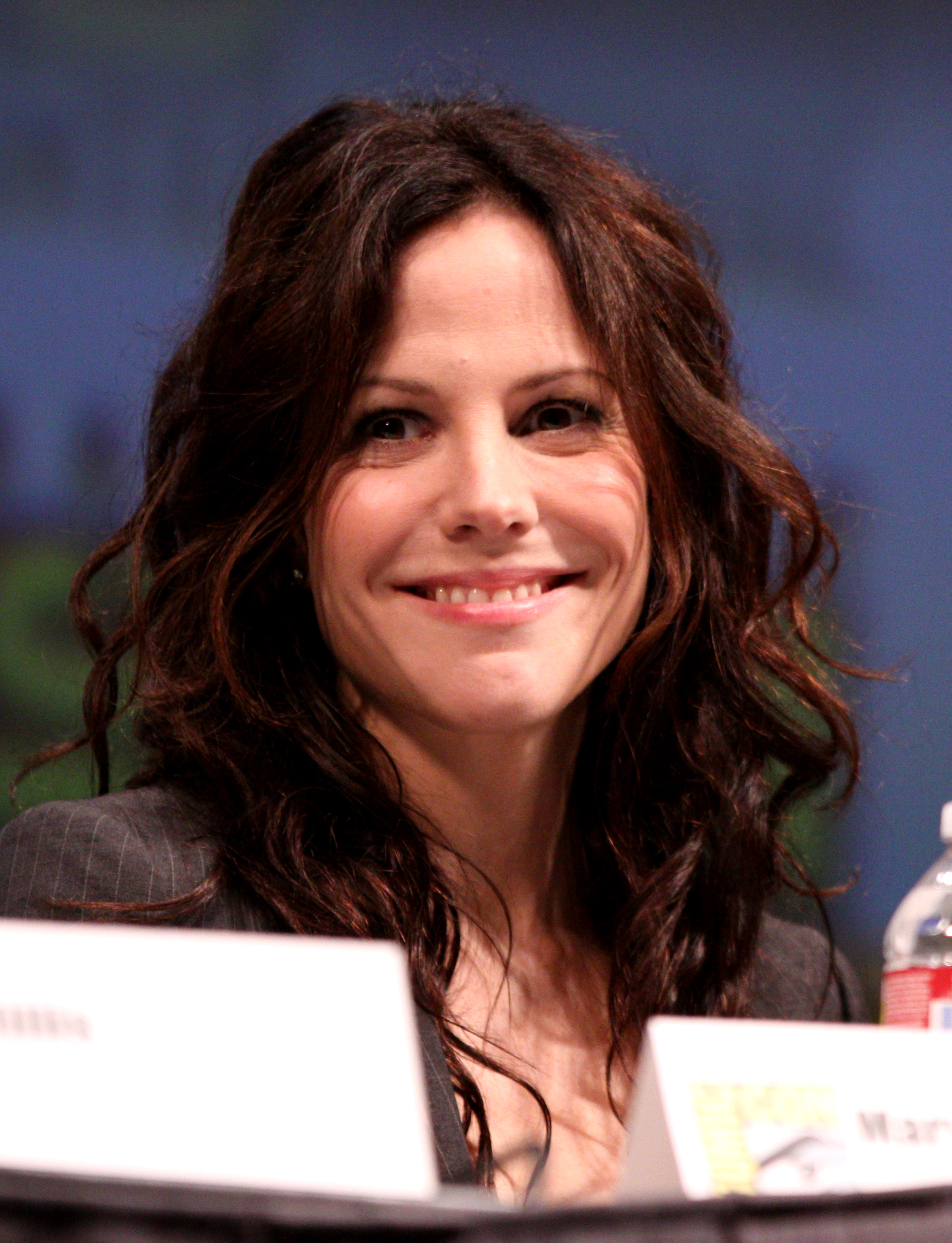
ماري-لويز باركر، أفضل ممثلة في مسلسل – موسيقي أو كوميدي

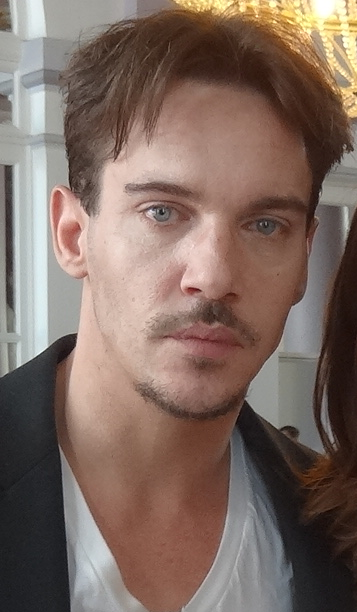
جوناثان ريس مايرز، أفضل ممثل في مسلسل قصير أو فيلم تلفزيوني

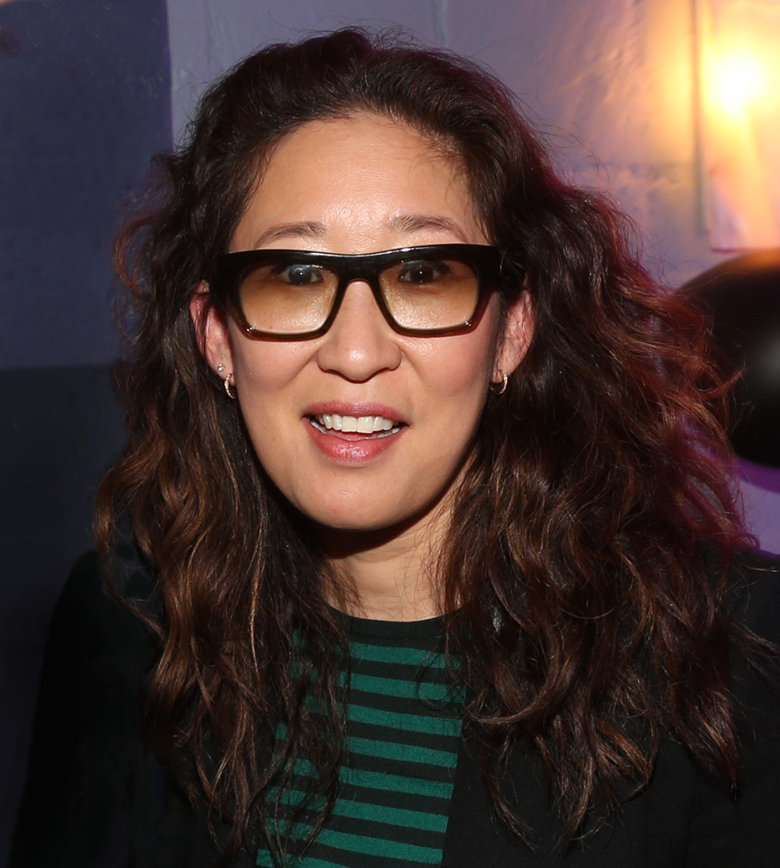
ساندرا أوه، أفضل ممثلة مساعدة في مسلسل قصير أو فيلم تلفزيوني

فيما يلي الفائزين والمرشحين لجوائز الغولدن غلوب الثالثة والستون. أسماء الفائزين واردة في الجزء العلوي من كل قائمة بخط غليض.

### الأفلام
| أفضل فيلم | أفضل فيلم |
| دراما | موسيقي أو كوميدي |
| --- | --- |
| - جبل بروكباك - البستاني المخلص - ليلة سعيدة وحظ سعيد. - تاريخ من العنف - نقطة المباراة | - السير على الخط - السيدة هندرسن تقدم - كبرياء وتحامل - المنتجان - الحبار والحوت [الإنجليزية] |
| أفضل أداء في فيلم – دراما | |
| ممثل | ممثلة |
| - فيليب سيمور هوفمان – كابوتي بدور ترومان كابوتي - راسل كرو – رجل السندريلا بدور جيمس جي برادوك - تيرينس هوارد – احتيال وانسياب بدور دي جاي - هيث ليدجر – جبل بروكباك بدور اينيس ديل مار - ديفيد ستراثيرن – ليلة سعيدة وحظ سعيد. بدور إدوارد مورو | - فيليستي هوفمان – ترانسميريكا بدور صابرينا "بري" أوزبورن - ماريا بيلو – تاريخ من العنف بدور إيدي ستال - جوينيث بالترو – دليل بدور كاثرين ليويلين - تشارليز ثيرون – شمال المدينة بدور جوزي ايمز - زانج زيي – مذكرات فتاة الغيشا بدور تشيو ساكاموتو / سايوري نيتا                                                                                              |
| أفضل أداء في فيلم – موسيقي أو كوميدي | |
| ممثل | ممثلة |
| - خواكين فينيكس – السير على الخط بدور جوني كاش - جيف دانييلز – الحبار والحوت [الإنجليزية] بدور برنارد بيركمان - جوني ديب – تشارلي ومصنع الشوكولاتة بدور ويلي ونكا - ناثان لين – المنتجان بدور ماكس بياليستوك - كيليان مورفي – الإفطار على بلوتو [الإنجليزية] بدور باتريك / باتريشيا "كيتين" برادن - بيرس بروسنان – الماتادور [الإنجليزية] بدور جوليان نوبل | - ريس ويذرسبون – السير على الخط بدور جون كارتر - جودي دينش – السيدة هندرسن تقدم بدور لورا هندرسون - كيرا نايتلي – كبرياء وتحامل بدور إليزابيث بينيت - لورا ليني – الحبار والحوت [الإنجليزية] بدور جوان بيركمان - سارة جيسيكا باركر – عائلة ستون [الإنجليزية] بدور ميريديث مورتون                                                                              |
| أفضل أداء دور مساعد في فيلم | |
| ممثل مساعد | ممثلة مساعدة |
| - جورج كلوني – سريانا بدور بوب بارنز - مات ديلون – تصادم بدور الضابط جون ريان - ويل فيرل – المنتجان بدور فرانز ليبكيند - بول جياماتي – رجل السندريلا بدور جو جولد - بوب هوسكينز – السيدة هندرسن تقدم بدور فيفيان فان دام | - ريتشل وايز – البستاني المخلص بدور تيسا كويل - سكارليت جوهانسون – نقطة المباراة بدور نولا رايس - شيرلي ماكلين – في حذائها بدور إيلا هيرش - فرانسيس مكدورماند – شمال المدينة بدور غلوري دودج - ميشيل ويليامز – جبل بروكباك بدور ألما بيرز ديل مار |
| أفضل مخرج | أفضل سيناريو |
| - أنغ لي – جبل بروكباك - وودي آلن – نقطة المباراة - جورج كلوني – ليلة سعيدة وحظ سعيد. - بيتر جاكسون – كينغ كونغ - فرناندو ميريليس – البستاني المخلص - ستيفن سبيلبرغ – ميونخ | - لاري مكمورتري [الإنجليزية] و ديانا أوسانا [الإنجليزية] – جبل بروكباك - وودي آلن – نقطة المباراة - جورج كلوني وجرانت هيسلوف – ليلة سعيدة وحظ سعيد. - بول هاغيس و روبرت موريسكو [الإنجليزية] – تصادم - توني كوشنر وإريك روث – ميونخ |
| أفضل موسيقى تصويرية أصلية | أفضل أغنية أصلية |
| - جون ويليامز – مذكرات فتاة الغيشا - ألكسندر ديسبلا – سريانا - هاري جريجسون ويليامز – سجلات نارنيا: الأسد، الساحرة وخزانة الملابس - جيمس نيوتن هاورد – كينغ كونغ - غوستافو سانتوللا – جبل بروكباك | - "A Love That Will Never Grow Old" (غوستافو سانتوللا وبيرني تاوبين) – جبل بروكباك - "Christmas in Love" (Tony Renis و Marva Jan Marrow) – Christmas in Love - "There's Nothing Like a Show on Broadway" (ميل بروكس) – المنتجان - "Travelin' Thru" (دوللي بارتون) – ترانسميريكا - "Wunderkind" (ألانيس موريسيت) – سجلات نارنيا: الأسد، الساحرة وخزانة الملابس |
| أفضل فيلم بلغة أجنبية | |
| - الجنة الآن (فلسطين) - كونغ فو هوستل (الصين) - ميلاد مجيد (فرنسا) - الوعد [الإنجليزية] (الصين) - تسوتسي (جنوب أفريقيا) | |

### المسلسلات
| أفضل مسلسل | أفضل مسلسل |
| دراما | موسيقي أو كوميدي |
| --- | --- |
| - الضياع - Commander in Chief - غريز أناتومي - بريزون بريك - روما | - ربات بيوت يائسات - اكبح حماسك - أنتوراج - الجميع يكره كريس - اسمي إيرل - ويدز |
| أفضل أداء في مسلسل – دراما | |
| ممثل | ممثلة |
| - هيو لوري – هاوس بدور غريغوري هاوس - باتريك ديمبسي – غريز أناتومي بدور الدكتور. ديريك شيبرد - ماثيو فوكس – الضياع بدور جاك شيبارد - وينتورث ميلر – بريزون بريك بدور مايكل سكوفيلد - كيفر سثرلاند – 24 بدور جاك باور                                                      | - جينا ديفيس – Commander in Chief بدور الرئيس ماكنزي ألن - باتريشيا أركيت – Medium بدور أليسون دوبوا - غلين كلوز – الدرع بدور النقيب. مونيكا راولينج - كيرا سيدقويك – The Closer بدور بريندا ليه جونسون - بولي ووكر – روما بدور Atia of the Julii                                                                   |
| أفضل أداء في مسلسل – موسيقي أو كوميدي | |
| ممثل | ممثلة |
| - ستيف كارل – المكتب بدور مايكل سكوت - زاك براف – سكرابز بدور جاي. دي. - لاري ديفيد – اكبح حماسك بدور لاري ديفيد - جايسون لي – اسمي إيرل بدور إيرل هيكي - تشارلي شين – رجلان ونصف بدور تشارلي هاربر ‏                                                                      | - ماري-لويز باركر – ويدز بدور نانسي بوتوين - مارشا كروس – ربات بيوت يائسات بدور بري فان دي كامب - تيري هاتشر – ربات بيوت يائسات بدور سوزان ماير - فيليستي هوفمان – ربات بيوت يائسات بدور لينيت سكافو - إيفا لانغوريا – ربات بيوت يائسات بدور غابريال سوليس                                                          |
| أفضل أداء في مسلسل قصير أو فيلم تلفزيوني | |
| ممثل | ممثلة |
| - جوناثان ريس مايرز – إلفيس [الإنجليزية] بدور إلفيس بريسلي - كينيث براناه – ينابيع دافئة [الإنجليزية] بدور فرانكلين روزفلت - إد هاريس – Empire Falls بدور مايلز روبي - بيل ناي – The Girl in the Café بدور لورنس - دونالد سثرلاند – الاتجار بالبشر بدور العميل. بيل ميهان | - س. إيباثا ماركرسون – Lackawanna Blues بدور رايتشل "ناني" كروسبي - هالي بيري – Their Eyes Were Watching God بدور جيني كراوفورد - كيلي ماكدونالد – The Girl in the Café بدور جينا - سينثيا نيكسون – ينابيع دافئة [الإنجليزية] بدور إليانور روزفلت - ميرا سورفينو – الاتجار بالبشر بدور كيت موروزوف / كاتيا موروزوفا |
| أفضل أداء ثانوي في مسلسل أو مسلسل قصير أو فيلم تلفزيوني | |
| ممثل مساعد | ممثلة مساعدة |
| - بول نيومان – Empire Falls بدور ماكس روبي - نافين أندروز – الضياع بدور سعيد جراح - جيريمي بايفن – أنتوراج بدور آري جولد - راندي كويد – إلفيس [الإنجليزية] بدور العقيد توم باركر - دونالد سثرلاند – Commander in Chief بدور ناثان تمبلتون                                 | - ساندرا أوه – غريز أناتومي بدور كريستينا يانغ - كانديس بيرغن – بوسطن ليغال بدور شيرلي شميت - كامرين مانهايم – إلفيس [الإنجليزية] بدور غلاديس بريسلي - إليزابيث بيركنز – ويدز بدور سيليا هودس - جوان وودوارد – Empire Falls بدور فرانسين وايتنج                                                                     |
| أفضل مسلسل قصير أو فيلم تلفزيوني | |
| - Empire Falls - Into the West - Lackawanna Blues - الخلية النائمة (مسلسل تلفزيوني) - Viva Blackpool - ينابيع دافئة [الإنجليزية] | |

## توزيع الجوائز

### الأكثر ترشيحًا

#### الأفلام
الأفلام الـ19 التالية تلّقت عدّة ترشيحات:
| الترشيحات | الفيلم                                      |
| --------- | ------------------------------------------- |
| 7         | جبل بروكباك                                 |
| 4         | ليلة سعيدة وحظ سعيد.                        |
| 4         | نقطة المباراة                               |
| 4         | المنتجان                                    |
| 3         | البستاني المخلص                             |
| 3         | السيدة هندرسن تقدم                          |
| 3         | الحبار والحوت [الإنجليزية]                  |
| 3         | السير على الخط                              |
| 2         | سجلات نارنيا: الأسد، الساحرة وخزانة الملابس |
| 2         | رجل السندريلا                               |
| 2         | تصادم                                       |
| 2         | تاريخ من العنف                              |
| 2         | كينغ كونغ                                   |
| 2         | مذكرات فتاة الغيشا                          |
| 2         | ميونخ                                       |
| 2         | شمال المدينة                                |
| 2         | كبرياء وتحامل                               |
| 2         | سريانا                                      |
| 2         | ترانسميريكا                                 |

#### المسلسلات
المسلسلات الـ16 التالية تلّقت عدّة ترشيحات:
| الترشيحات | المسلسل                   |
| --------- | ------------------------- |
| 5         | ربات بيوت يائسات          |
| 4         | Empire Falls              |
| 3         | Commander in Chief        |
| 3         | إلفيس [الإنجليزية]        |
| 3         | غريز أناتومي              |
| 3         | الضياع                    |
| 3         | ينابيع دافئة [الإنجليزية] |
| 3         | ويدز                      |
| 2         | اكبح حماسك                |
| 2         | أنتوراج                   |
| 2         | The Girl in the Café      |
| 2         | الاتجار بالبشر            |
| 2         | Lackawanna Blues          |
| 2         | اسمي إيرل                 |
| 2         | بريزون بريك               |
| 2         | روما                      |

### الأكثر فوزاً

#### الأفلام
حصلت الأفلام التالية على أكثر من جائزتين:
| عدد الجوائز | الفيلم             |
| ----------- | ------------------ |
| 4           | Brokeback Mountain |
| 3           | Walk the Line      |

### المسلسلات
حصلت المسلسلات التالية على أكثر من جائزتين:
| عدد الجوائز | المسلسل      |
| ----------- | ------------ |
| 2           | Empire Falls |